# Tyttocharax cochui
Tyttocharax cochui är en fiskart som först beskrevs av Ladiges, 1950.  Tyttocharax cochui ingår i släktet Tyttocharax och familjen Characidae. Inga underarter finns listade i Catalogue of Life.